# Enfermedad de Paget de seno
La enfermedad de Paget de mama, también conocida como enfermedad de Paget de pezón, es un tipo de cáncer de mama que afecta al pezón y la areola y que exteriormente puede tener apariencia de eczema. Debido a su apariencia inocua y superficial, frecuentemente es de manifestación tardía, pero es una enfermedad que puede ser fatal. La enfermedad de Paget mamaria afecta entre 1 y 4 de cada 100 000 mujeres.
La enfermedad de Paget extramamaria (EMPD) tiene las mismas características histológicas que la enfermedad de Paget de seno pero distinta localización.

## Síntomas
El primer síntoma es usualmente una irritación de tipo eczema, que por lo general solo afecta un pezón. La piel del pezón y la areola puede estar roja e inflamada. Algunas mujeres presentan comezón, ardor o sensación de quemadura. Puede gotear un flujo líquido del área compuesta de células anormales. El pezón se puede voltear al interior (pezón invertido). Puede o no haber una tumoración en el seno, puede existir enrojecimiento, secreción o costra, y una llaga que no sana.

## Patología
Se cree que las células de Paget que crecen anormalmente en la región posterior al pezón y la areola son células de un carcinoma ductal que han migrado justo por debajo de la epidermis del seno. Esta teoría se ve apoyada por el hecho de que tanto las células en la enfermedad de Paget como las que forman un carcinoma ductal expresan los mismos marcadores tumorales: c-erb B-2, ciclin D y Ki-67.

## Diagnóstico

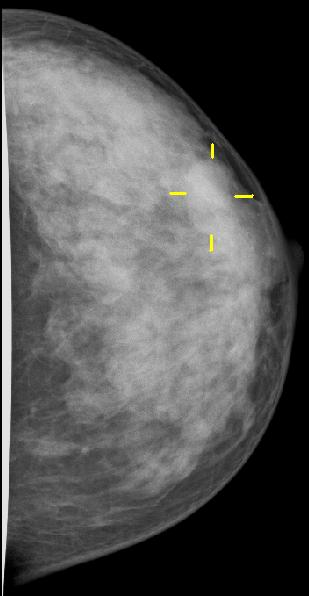
La mamografía se emplea para descartar la presencia de tumores del seno.

Se recomienda una mamografía y una biopsia para confirmar el diagnóstico, una citología puede también ser útil. A pesar de que los estudios de mamografía no son siempre positivos, son indispensables para descartar la presencia de un tumor. El diagnóstico correcto solo se puede hacer por el examen histológico.

## Tratamiento
La enfermedad de Paget de mama es un tipo de cáncer de mama. El tratamiento usualmente incluye algún tipo de mastectomía simple para extirpar el tumor y ganglios linfáticos quirúrgicamente. La quimioterapia y/o radioterapia pueden ser necesarias.

## Historia del epónimo

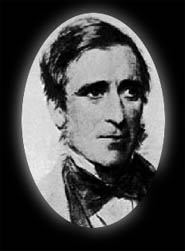
James Paget, quien describió la relación del eczema de pezón con el cáncer de mama.

La enfermedad de Paget de seno fue descrita por primera vez en 1856, por Sir James Paget, un cirujano inglés que la describió con exactitud inicialmente en 1874 y la relacionó con el cáncer de mama.